# Gertrud Wetzel (Politikerin)
Gertrud Wetzel, geb. Jungmann (* 22. Mai 1914 in Einöd; † 11. März 1994 in Frankenthal) war eine deutsche Politikerin (SPD). Von 1975 bis 1987 war sie Richterin am Verfassungsgerichtshof Rheinland-Pfalz und damit das erste weibliche Mitglied eines deutschen Landesverfassungsgerichts.

## Leben
Die Tochter eines Bahnhofsvorstehers erhielt ihre Volksschulbildung in Limburgerhof und besuchte im Anschluss das humanistische Gymnasium in Ludwigshafen am Rhein. Während ihrer Schulzeit trat sie in die Naturfreundejugend, den Sozialistischen Schülerbund und die Sozialistische Arbeiter-Jugend ein. Nach Ablegung des Abiturs im Jahr 1934 wollte sie zunächst ein Studium beginnen, doch die Aufnahme an der Universität wurde ihr verweigert. Aufgrund ihrer Mitgliedschaften im SSB und der SAJ wurde sie von den Nationalsozialisten als „politisch unzuverlässig“ eingestuft. Erschwerend kam hinzu, dass ihr Vater während der Zeit der Weimarer Republik den Sozialdemokraten angehört hatte. Daraufhin begann sie eine Ausbildung als Fremdsprachenkorrespondentin, die sie 1935 an einer privaten Berufsschule in Mannheim mit den Examen für Englisch und Französisch abschloss. Im gleichen Jahr erhielt sie eine Stelle als Direktionssekretärin in der Frankenthaler Industrie, die sie bis 1943 ausübte. Im Anschluss kehrte sie zurück nach Limburgerhof und war dort Hausfrau. Im Jahr 1956 zog sie mit ihrer Familie erneut nach Frankenthal.
Wetzel trat im Jahr 1946 in die SPD ein und bekleidete innerhalb der Partei Vorstandsfunktionen auf Orts- und Bezirksebene. Darüber hinaus war sie Mitglied des Vorstandes der SPD Rheinland-Pfalz.
Wetzel war in den Jahren 1948 bis 1956 Mitglied des Gemeinderates in Limburgerhof, von 1951 bis 1960 Mitglied im Bezirkstag der Pfalz und von 1964 bis 1974 Mitglied des Stadtrates in Frankenthal. Bei der Landtagswahl 1959 wurde sie erstmals als Abgeordnete in den Rheinland-Pfälzischen Landtag gewählt. Auch bei den beiden folgenden Landtagswahlen 1963 und 1967 verlief ihre Kandidatur erfolgreich. Sie war stets über die Landesliste der SPD in den Landtag eingezogen. Im Parlament, dem sie bis 1971 angehörte, war sie von 1959 bis 1963 Mitglied des Agrarpolitischen Ausschusses und des Rechtsausschusses, von 1967 bis 1971 Mitglied des Ältestenrates und des Zwischenausschusses sowie durchweg Mitglied des Kulturpolitischen Ausschusses. Besonders engagierte sie sich für die Auflösung der Konfessionsschulen und Einführung der Simultanschulen in Rheinland-Pfalz.
Von Januar 1970 bis Mai 1971 war sie zudem stellvertretende Vorsitzende der SPD-Landtagsfraktion.
In den Jahren 1975 bis 1987 war sie ordentliches Mitglied des Verfassungsgerichtshofes von Rheinland-Pfalz. Mit ihr übernahm erstmals eine Frau eine solche Funktion.
Gertrud Wetzel war seit 1941 mit Wilhelm Robert Wetzel verheiratet und hatte zwei Kinder, die in den Jahren 1941 und 1944 geboren wurden.
Ihr Nachlass ist im Stadtarchiv Frankenthal überliefert.

## Auszeichnungen
- Freiherr-vom-Stein-Plakette des Landes Rheinland-Pfalz[3]